# Poraj (województwo świętokrzyskie)
Poraj – kolonia w Polsce położona w województwie świętokrzyskim, w powiecie koneckim, w gminie Końskie.
Kolonia wchodzi w skład sołectwa Sworzyce
W latach 1975–1998 miejscowość położona była w województwie kieleckim.
Wierni Kościoła rzymskokatolickiego należą do parafii św. Mikołaja w Żarnowie.